# Конев, Василий Егорович
Васи́лий Его́рович Ко́нев (1925—1988) — советский военнослужащий, старший сержант. Участник Великой Отечественной войны, разведчик взвода пешей разведки 681-го стрелкового полка 133-й стрелковой дивизии, полный кавалер ордена Славы.

## Биография
Родился 7 марта 1925 года в крестьянской семье в селе Чутановка Кирсановского уезда Тамбовской губернии (по другим данным — в посёлке Кезменка Чутановского сельсовета Кирсановского уезда). Окончил семилетнюю школу в 1939 году; затем работал в колхозе и кочегаром в Тамбовском железнодорожном депо.
В ряды Красной Армии был призван 1 января 1943 года Кирсановским райвоенкоматом. На фронте с 26 января 1944 года. Разведчик взвода пешей разведки 681-го стрелкового полка (133-я стрелковая дивизия, 40-я армия). В январе 1944 года возле села Баштечки Киевской области составе разведгруппы захватил и доставил «языка», а также принимал участие в отражении контратак противника, за что 17 февраля 1944 года был удостоен медали «За отвагу».
За отважные действия в боях 23—24 августа 1944 года в районе румынского города Бакэу, в ходе которых рядовой Конев захватил двух «языков» и в рукопашной схватке восемь вражеских солдат, 5 сентября 1944 года был награждён орденом Славы III степени.
В ночь с 30 сентября на 1 октября 1944 года в ходе разведывательной вылазки обнаружил разгрузку неприятельского воинского эшелона на станции города Регин, своевременно сообщил об этом в расположение части. В результате артиллерийского налёта были уничтожены 15 вагонов с боеприпасами и снаряжением, а потери личного состава неприятеля составили до 150 человек. Кроме того, будучи в разведке в районе населённого пункта Бистрица, группа Конева ликвидировала пулемётное гнездо неприятеля, уничтожив трёх и пленив двух человек. За эти действия Василий Конев был представлен к ордену Красного Знамени. 6 ноября 1944 года при форсировании реки Тиса в районе венгерского населённого пункта Тисалёк первым со своей группой захвата на подручных средствах достиг неприятельского берега, захватил плацдарм и, отбив четыре контратаки, удерживал его до подхода основных сил. За эти действия командиром 681-го стрелкового полка П. С. Билаоновым был представлен к ордену Ленина. Однако эти ходатайства не были удовлетворены, и за свои подвиги Василий Конев получил более низкие по статусу награды — орден Славы II степени и орден Отечественной войны II степени.
12 января 1945 года в бою в районе села Беретке (Словакия) скрытно подобрался к пулемётному гнезду неприятеля и гранатами уничтожил его, что дало возможность сломить вражеское сопротивление и захватить важную высоту. 14 января в бою в районе села Гркач, будучи легко раненным, не покинул поля боя, а продолжал атаковать в первых рядах и уничтожил 12 вражеских солдат. За эти действия командиром полка П. С. Билаоновым был представлен к ордену Славы I степени, но был награждён орденом Отечественной войны I степени.
5 мая 1945 года старший сержант Конев во главе группы захвата проник в расположение противника в районе чешского города Оломоуц. При отходе разведгруппы было уничтожено 15 вражеских военнослужащих, взорван дот, сожжена автомашина. В ходе этого боя Василий Конев получил несколько ранений, в том числе тяжёлые, и доставлен в полевой госпиталь. За отважные действия в этом бою 15 мая 1946 года был награждён орденом Славы I степени. Данная награда Василием Егоровичем Коневым была получена через 20 лет после окончания Великой Отечественной войны в городе Тирасполе, где он работал мастером на мебельной фабрике № 5; также был награждён двухкомнатной квартирой. Скончался 6 февраля 1988 года. Похоронен на кладбище «Дальнее» города Тирасполя.
Почтовое ведомство Приднестровской Молдавской Республики в своей серии «Знаменитые земляки» планирует выпуск почтовой марки, посвящённой Василию Егоровичу Коневу.

## Награды
- Медаль «За отвагу» (17.2.1944)[4]
- Орден славы III степени (5.9.1944)[10]
- Орден Отечественной войны II степени (7.12.1944)[11]
- Орден Славы II степени (8.12.1944)[12]
- Орден Отечественной войны I степени (9.2.1945)[13]
- Орден Славы I степени (15.5.1946)[1]